# 19-та зенітна дивізія (Третій Рейх)
19-та зенітна дивізія (Третій Рейх) (нім. 19. FlaK-Division) — зенітна дивізія Вермахту, що діяла протягом Другої світової війни у складі Повітряних сил Третього Рейху.

## Історія з'єднання
19-та зенітна дивізія сформована на Сицилії на початку серпня 1942 року на базі колишнього штабу VII зенітної бригади, переведеного з Греції на італійський острів. Першим командиром з'єднання став генерал-лейтенант Генріх Бурхард. Невдовзі після створення штаб дивізії був переведений до Африки, де перебрав на себе керівництво протиповітряними силами в смузі відповідальності танкової армії «Африка». З цією метою до штабу дивізії були виділені 102-й та 135-й полк.
У ході запланованого німецько-італійського наступу в дельту Нілу для посилення протитанкової оборони використовувалися зенітні підрозділи 19-ї дивізії в районі Ель-Аламейна і Ель-Даба (Єгипет). Однак протиповітряна оборона була злочинно знехтувана, тому британська авіація могла діяти проти наземних військ противника майже безперешкодно. Вирішити проблему можна було якоюсь мірою знайшовши компроміс між викликами й передавши добру половину наявних зенітних установок для забезпечення прикриття своїх військ від ударів з повітря. Однак заплановане просування німців не було продовжено через нестабільну ситуацію з постачанням. Тож загони Роммеля перейшли до позиційної оборони у пустелі.
Коли в жовтні 1942 року почалася британська атака, полки 19-ї зенітної дивізії все ще перебували на передовій і були розгорнуті там для боротьби з танками. У запеклих боях з британськими військами контакт з німецькими лініями був повністю втрачений. Відрізані від усіх ліній постачання, більшість екіпажів зенітних батарей не мали вибору, як їх не розбити, підірвати гармати, а потім вирушили назад до своїх позицій.
З початком Туніської кампанії 19-та зенітна дивізія відповідала за оборону південної частини Туніського плацдарму. Північну частину обороняла 20-та зенітна дивізія. Там підрозділ знову досяг поважних успіхів. Але, вже 13 травня 1943 року, в результаті капітуляції групи армій «Африка», штаб дивізії і підпорядковані частини потрапили в британський полон.
Уже в серпні 1943 року, через кілька місяців після знищення 19-ї зенітної дивізії 1-го формування, новий штаб дивізії був створений у Греції в Афінах. На дивізію покладалося завдання керівництва всіма протиповітряними силами, що дислокувалися на території окупованої Греції. Штаб підпорядковувався командуванню Люфтваффе «Південний Схід». У листопаді 1943 року дивізія мала наступний структурний вигляд:
- 58-й зенітний полк (район Іракліон-Платанос-Кастеліон-Родос-Крит)
- 91-й зенітний полк (континентальна Греція)
- 201-й зенітний полк (район Афін).

З відходом німецького вермахту з Греції у вересні 1944 року в результаті радянського просування на Балкани полки 19-ї зенітної дивізії також відступили в напрямку Югославії. Винятком був 58-й зенітний полк, який залишався на Криті до кінця війни. Сам штаб дивізії та два полки, 58-й і 91-й, нарешті досягли Хорватії після важких ар'єргардних дій. 27 квітня 1945 року дивізія все ще мала у своєму розпорядженні 41 важку та 28 легких зенітних батарей з командним пунктом в Адмонті, Верхня Штирія, де вона залишалася разом з 91-м і 210-м полками Фландера до кінця війни.

## Райони бойових дій
- Італія (Сицилія) (квітень 1942);
- Північна Африка (квітень 1942 — травень 1943);
- Греція (листопад 1943 — жовтень 1944);
- Угорщина/Німеччина (жовтень 1944 — травень 1945).

## Командування

### Командири
1-ше формування
- генерал-лейтенант Генріх Бурхард (15 серпня — 30 листопада 1942);
- генерал-лейтенант Готтард Франц (30 листопада 1942 — 13 травня 1943);

2-ге формування
- генерал-майор Пауль Павел (1 листопада 1944 — 8 травня 1945).

### Підпорядкованість
| Час         | Корпус       | Командування/Флот                       | Штаб            |
| ----------- | ------------ | --------------------------------------- | --------------- |
| 1942        |              |                                         |                 |
| 1 серпня    | —            | 2-й повітряний флот                     | Північна Африка |
| 1943        |              |                                         |                 |
| 1 січня     | —            | 2-й повітряний флот                     | Північна Африка |
| 1 листопада | —            | Командування Люфтваффе «Південний Схід» | Афіни           |
| 1944        |              |                                         |                 |
| 1 січня     | —            | Командування Люфтваффе «Південний Схід» | Афіни           |
| 20 жовтня   | V корпус ППО | 4-й повітряний флот                     | Балкани         |
| 1945        |              |                                         |                 |
| 1 січня     | V корпус ППО | 4-й повітряний флот                     | Балкани         |
| 17 квітня   | V корпус ППО | 4-те повітряне командування             | Балкани         |

### Склад
| 15 листопада 1942   | 1 листопада 1943    | 1 грудня 1944       |
| ------------------- | ------------------- | ------------------- |
| —                   | 58-й зенітний полк  | 58-й зенітний полк  |
| —                   | 91-й зенітний полк  | 91-й зенітний полк  |
| 102-й зенітний полк | —                   | —                   |
| 135-й зенітний полк | —                   | —                   |
| —                   | 201-й зенітний полк | 201-й зенітний полк |